# الکساندر بلووسف
الکساندر بلووسف (زاده ۱۴ مه ۱۹۹۸) یک بازیکن فوتبال اهل مولداوی است.